# Tipsport liga 2017
Tipsport liga 2017 byl již 20. ročník fotbalového turnaje, hrál se v období od 7. do 29. ledna ve 4 českých městech. Turnaje se zúčastnilo 16 týmů, které byly rozděleny do 4 skupin po 4 týmech. Ze skupiny pak postoupil do vyřazovací fáze první celek. Vyřazovací fáze zahrnovala 3 zápasy.

## Stadiony
| Praha                     | Mladá Boleslav        | Brno                  | Frýdek-Místek         |
| ------------------------- | --------------------- | --------------------- | --------------------- |
| UMT FK Slavoj Vyšehrad    | UMT FK Mladá Boleslav | UMT FC Zbrojovka Brno | UMT MFK Frýdek-Místek |
| Praha Mladá Boleslav Brno |                       |                       |                       |

## Skupinová fáze

### Skupina A
| Tým                  | Z | V | R | P | VG | IG | +/− | B |
| -------------------- | - | - | - | - | -- | -- | --- | - |
| 1. FK Příbram        | 0 | 0 | 0 | 0 | 0  | 0  | 0   | 0 |
| Bohemians Praha 1905 | 0 | 0 | 0 | 0 | 0  | 0  | 0   | 0 |
| FC Hradec Králové    | 0 | 0 | 0 | 0 | 0  | 0  | 0   | 0 |
| FC MAS Táborsko      | 0 | 0 | 0 | 0 | 0  | 0  | 0   | 0 |

### Skupina B
| Tým               | Z | V | R | P | VG | IG | +/− | B |
| ----------------- | - | - | - | - | -- | -- | --- | - |
| FC Slovan Liberec | 0 | 0 | 0 | 0 | 0  | 0  | 0   | 0 |
| FK Jablonec       | 0 | 0 | 0 | 0 | 0  | 0  | 0   | 0 |
| FK Mladá Boleslav | 0 | 0 | 0 | 0 | 0  | 0  | 0   | 0 |
| FK Varnsdorf      | 0 | 0 | 0 | 0 | 0  | 0  | 0   | 0 |

### Skupina C
| Tým               | Z | V | R | P | VG | IG | +/− | B |
| ----------------- | - | - | - | - | -- | -- | --- | - |
| 1. SC Znojmo FK   | 0 | 0 | 0 | 0 | 0  | 0  | 0   | 0 |
| FC Zbrojovka Brno | 0 | 0 | 0 | 0 | 0  | 0  | 0   | 0 |
| FK Pardubice      | 0 | 0 | 0 | 0 | 0  | 0  | 0   | 0 |
| MFK Skalica       | 0 | 0 | 0 | 0 | 0  | 0  | 0   | 0 |

### Skupina D
| Tým                        | Z | V | R | P | VG | IG | +/− | B |
| -------------------------- | - | - | - | - | -- | -- | --- | - |
| FK Poprad                  | 0 | 0 | 0 | 0 | 0  | 0  | 0   | 0 |
| MFK Frýdek-Místek          | 0 | 0 | 0 | 0 | 0  | 0  | 0   | 0 |
| MFK Vítkovice              | 0 | 0 | 0 | 0 | 0  | 0  | 0   | 0 |
| Podbeskidzie Bielsko-Biała | 0 | 0 | 0 | 0 | 0  | 0  | 0   | 0 |